# Edhellond
Edhellond is een havenstad van de Elfen in de fictieve wereld Midden-aarde van J.R.R. Tolkien.
De haven lag nabij de monding van de Morthond, ongeveer tachtig kilometer ten noorden van Dol Amroth in de Gondoriaanse streek Belfalas. Hoewel de haven omgeven was door landen van Gondor was de stad veel ouder dan de vestigingen van de Dúnedain. De haven zou ruim voor het einde van de Tweede Era gesticht zijn door Sindarijnse elfen.
Vanuit Edhellond vertrok Legolas samen met zijn vriend Gimli in de Vierde Era, na de dood van hun beider reisgenoot Aragorn, over zee om uiteindelijk in de Onsterfelijke Landen van Aman terecht te komen.